# چارخی ددری
چارخی ددری (به انگلیسی: Charkhi Dadri) یک منطقهٔ مسکونی در هند است که در Bhiwani district واقع شده‌است.